# Metaličnost
U astronomiji i fizičkoj kosmologiji, metalicitet ili Z, je proporcija materije koja sačinjava hemijske elemente zvezda ili drugih astronomskih objekata, isključujujući njihov vodonik (X) i helijum (Y). Većina fizičke materije u svemiru je u obliku vodonika i helijuma, tako da astronomi povoljno koriste krovni pojam „metali” kada ukazuju na sve ostale elemente. Na primer, zvezde ili magline koje su relativno bogate ugljenikom, azotom, kiseonikom i neonom će biti „bogate metalom” u astrofizičkim pojmovima, čak iako su ovi elementi nemetali u hemiji. Ovaj izraz se ne treba mešati sa uobičajenom definicijom čvrstih metala.
Prisutnost težih elemenata potiče iz zvezdane nukleosinteze, prema teoriji da je većina elemenata težih od vodonika i helijuma u svemiru („metalа”, u daljem tekstu) formirana u jezgrama zvezda tokom njihove evolucije. Tokom vremena, zvezdani vetrovi i supernove su deponovali metale u okruženje, obogaćujući međuzvezdani medijum i obezbeđujući materijale za reciklažu pri rođenju novih zvezda. Iz toga sledi da starije generacije zvezda, koje su nastale u ranom svemiru siromašnom metalima, generalno imaju niže metaličnosti od zvezda mlađe generacije, koje su formirane u svemiru bogatijem metalima.
Uočene promene u hemijskoj zastupljenosti različitih tipova zvezda, na osnovu spektralnih osobenosti koje su kasnije pripisane metalnosti, navele je astronoma Voltera Bada da 1944. godine predloži koncept postojanja dve različite populacije zvezda. One su postale poznate kao zvezde Populacije  (bogate metalom) i Populacije  (siromašne metalom). Treća zvezdana populacija je uvedena 1978. godina, kao zvezde Populacije . Za ove ekstremno metalom siromašne zvezde se pretpostavlja da su bile „prvorođene” zvezde u svemiru.

## Uobičajene metode proračuna
Astronomi koriste nekoliko različitih metoda za opisivanje i procenjivanje metalne zastupljenosti, u zavisnosti od dostupnih alata i objekta od interesa. Neke metode uključuju određivanje frakcije mase koja se pripisuje gasu naspram metala, ili merenje odnosa broja atoma dva različita elementa u poređenju sa odnosima nađenim u Suncu.

### Maseni udeo
Stelarna kompozicija se često jednostavno definiše parameterima X, Y i Z. Ovde je X masena frakcija vodonika, Y je masena frakcija helijuma, i Z je masena frakcija svih preostalih hemijskih elemenata. Stoga je
{\displaystyle X+Y+Z=1.00.}
U većini zvezda, maglina, H II regiona, i drugih astronomskih izvora, vodonik i helijum su dva dominantna elementa. Vodonična masena frakcija se generalno izražava kao {\displaystyle X\equiv m_{\text{H}}/M}, gde je {\displaystyle M} ukupna masa sistema, i {\displaystyle m_{\text{H}}} je frakciona masa vodonika koji on sadrži. Slično tome, helijumska masena frakcija se označava kao {\displaystyle Y\equiv m_{\text{He}}/M}. Preostali elementi se kolektivno navode kao „metali”, i metaličnost — masena frakcija elementata težih od helijuma — može se izračunati kao
{\displaystyle Z=\sum _{i>{\text{He}}}{\frac {m_{i}}{M}}=1-X-Y.}
Za površinu Sunca je utvrđeno da ovi parametri imaju sledeće vrednosti:
| Opis                       | Solarna vrednost                      |
| -------------------------- | ------------------------------------- |
| Vodonična masena frakcija  | {\displaystyle X_{\text{sun}}=0,7381} |
| Helijumska masena frakcija | {\displaystyle Y_{\text{sun}}=0,2485} |
| Metaličnost                | {\displaystyle Z_{\text{sun}}=0,0134} |
Usled efekata zvezdane evolucije, ni početna kompozicija niti kompozicija sadašnje mase Sunca nisu iste kao njen današnji površinski sastav.

### Odnosi hemijske zastupljenosti
Sveukupna zvezdana metaličnost se često definiše koristeći ukupni sadržaj gvožđa zvezde, jer je gvožđe među najlakšim elementima za merenje sa spektralnim opzervacijama u vidljivom spektru (mada je kiseonik najzastupljeniji teški element – pogledajte metaličnosti u HII regionima ispod). Odnos obilnosti je definisan kao logaritam odnosa zvezdane zastupljenosti gvožđa u poređenju sa njegovom zastupljenosti u Suncu i izražava se na sledeći način:
{\displaystyle [{\text{Fe}}/{\text{H}}]=\log _{10}{\left({\frac {N_{\text{Fe}}}{N_{\text{H}}}}\right)_{\text{star}}}-\log _{10}{\left({\frac {N_{\text{Fe}}}{N_{\text{H}}}}\right)_{\text{sun}}},}
gde su {\displaystyle N_{\text{Fe}}} i {\displaystyle N_{\text{H}}} broj atoma gvožđa i vodonika po jedinici zapremine respektivno. Jedinica koja se često koristi za metaličnosti je deks, kontrakcija „decimalnog eksponenta”. Po ovoj formulaciji, zvezde sa većom metaličnošću od Sunca imaju pozitivnu logaritamsku vrednost, dok one sa nižom metaličnošću od Sunca imaju negativnu vrednost. Na primer, zvezde sa [] vrednošću od +1 imaju 10 puta metaličnost Sunca (101); nasuprot tome, one sa [] vrednošću od −1 imaju 1/10, dok one sa [] vrednosti od 0 imaju metaličnost poput Sunca, i tako dalje.

### Fotometrijske boje
Astronomi mogu da procene metaličnost pomoću izmerenih i kalibrisanih sistema koji povezuju fotometrijska i spektroskopska merenja (pogledajte takođe spektrofotometriju). Na primer, Džonsonovi UVB filteri se mogu koristiti za detekciju ultraljubičastog (UV) viška u zvezdama, pri čemu veći UV višak predstavlja indikaciju većeg prisustva metala koji apsorbuju UV radijaciju, što uzrokuje da zvezda izgleda „crvenije”. UV višak, δ(U−B), se definiše kao razlika između zvezdanog U i B opsega magnituda, u poređenju sa razlikom između U i B opsega magnituda metalom bogatih zvezda u Hijadskom klasteru. Nažalost, δ(U−B) je senzitivno za metaličnost i temperaturu: ako su dve zvezde u jednakoj meri bogate metalom, ali je jedna hladnija od druge, one će verovatno imati različite δ(U−B) vrednosti (pogledajte takođe učinak zatvaranja). Kako bi se ublažila ta degeneracija, zvezdana B−V boja se može koristiti kao indikator za temperaturu. Štaviše, UV višak i B-V boja se mogu korigovati povezivanjem sa srodnom δ(U−B) vrednošću za zastupljenost gvožđa.
Drugi fotometrijski sistemi koji se mogu koristiti za određivanje mataličnosti pojedinih astrofizičkih objekata obuhvataju Stremgrenov sistem, Ženevski sistem, Vašingtonski sistem, i DDO sistem.

## Literatura
- Matteucci, Francesca (2001). The Chemical Evolution of the Galaxy. Astrophysics and Space Science Library. 253. Springer Science & Business Media. стр. 7. ISBN 978-0792365525.
- Page 593-In Quest of the Universe Fourth Edition Karl F. Kuhn Theo Koupelis. Jones and Bartlett Publishers Canada. 2004.  978-0-7637-0810-8.
- Bromm, Volker; Larson, Richard B. (2004). „THE FIRST STARS”. Annual Review of Astronomy and Astrophysics. 42: 79—118. Bibcode:2004ARA&A..42...79B. arXiv:astro-ph/0311019 . doi:10.1146/annurev.astro.42.053102.134034.